# ميسودما
الميسودما (Mesodma) هو جنس منقرض من الثدييات وعضو في الرتبة المنقرضة لانابيات، عاش خلال عصور الطباشيري المتأخر والباليوسين في أمريكا الشمالية.

## في الثقافة العامة
ظهر الميسودما في الوثائقي آخر يوم للديناصورات.